# Diocesi di Tambee
La diocesi di Tambee (in latino Dioecesis Tambeaensis) è una sede soppressa e sede titolare della Chiesa cattolica.

## Storia
Tambee, nella regione di Aïn-Beida e Henchir-Baboucha nell'odierna Tunisia, è un'antica sede episcopale della provincia romana di Bizacena.
Diversi sono i vescovi documentati di questa diocesi africana. Secondiano prese parte al concilio di Cartagine convocato il 1º settembre 256 da san Cipriano per discutere della questione relativa alla validità del battesimo amministrato dagli eretici, e figura all'80º posto nelle Sententiae episcoporum. Gemelio (o Geminio) partecipò al concilio di Cabarsussi, tenuto nel 393 dai massimianisti, setta dissidente dei Donatisti, e ne firmò gli atti; i massimianisti sostenevano la candidatura di Massimiano sulla sede di Cartagine, contro quella di Primiano.
Lupiano sottoscrisse gli atti della prima sessione del concilio cartaginese il 13 agosto 397. L'edizione critica degli atti di questo concilio, pubblicata da Charles Munier, ha restituito la forma episcopus plebis Tambeitanae. In precedenza, si optava per la forma episcopus Thagamudensis, assegnando in questo modo il vescovo Lupiano alla diocesi di Tagamuta.
Alla conferenza di Cartagine del 411, che vide riuniti assieme i vescovi cattolici e donatisti dell'Africa romana, presero parte il cattolico Sopater e il donatista Faustino. Data la rarità del nome, è probabile che Sopater sia da identificare con il vescovo omonimo, menzionato senza indicazione della sede di appartenenza tra i partecipanti al concilio della Bizacena celebrato il 24 febbraio 418.
L'ultimo vescovo noto di Tambee è Servusdei, il cui nome figura al 13º posto nella lista dei vescovi della Bizacena convocati a Cartagine dal re vandalo Unerico nel 484; Servusdei, come tutti gli altri vescovi cattolici africani, fu condannato all'esilio.
Dal 1933 Tambee è annoverata tra le sedi vescovili titolari della Chiesa cattolica; dal 23 marzo 2001 il vescovo titolare è John Anthony Boissonneau, vescovo ausiliare di Toronto.

## Cronotassi

### Vescovi residenti
- Secondiano † (menzionato nel 256)
  - Gemelio (o Geminio) † (menzionato nel 393) (vescovo donatista)
- Lupiano † (menzionato nel 397)
- Sopater † (prima del 411- dopo il 418 ?)
  - Faustino † (menzionato nel 411) (vescovo donatista)
- Servusdei † (menzionato nel 484)

### Vescovi titolari
- Pedro Aguilera Narbona † (21 novembre 1966 - 23 gennaio 1968 deceduto)
- Francisco Raval Cruces † (2 aprile 1968 - 4 marzo 1970 nominato vescovo di Ilagan)
- Sant'Óscar Arnulfo Romero y Galdámez † (25 aprile 1970 - 15 ottobre 1974 nominato vescovo di Santiago de María)
- Angélico Sândalo Bernardino † (12 dicembre 1974 - 19 aprile 2000 nominato vescovo di Blumenau)
- John Anthony Boissonneau, dal 23 marzo 2001